# 一葉の想い
『一葉の想い』（ひとはのおもい）は、フジテレビと一部のFNS系列局で2005年10月1日から2008年3月25日まで放送されていたミニ番組である。JP日本郵便（旧日本郵政公社）の一社提供。

## 概要
当時著名な活動をしていた人物が、各自の忘れられない手紙などを披露していたミニ番組。

## 放送時間の変遷
- 土曜 22:54 - 23:00 （2005年10月1日 - 2007年3月）
- 土曜 23:55 - 翌0:00 （2007年4月 - 2007年9月29日）
- 火曜 22:54 - 23:00 （2007年10月2日 - 2008年3月25日）